# Velike Loče
Velike Loče is een plaats in Slovenië en maakt deel uit van de gemeente Hrpelje-Kozina in de NUTS-3-regio Obalnokraška. De plaats telde 36 inwoners op 1 januari 2020.